# Carex latisquamea
Carex latisquamea är en halvgräsart som beskrevs av Vladimir Leontjevitj Komarov. Carex latisquamea ingår i släktet starrar, och familjen halvgräs. Inga underarter finns listade i Catalogue of Life.